# Mite d'Etana
El Mite d'Etana era un mite mesopotàmic molt antic, on Etana, un rei de Sumer que no tenia fills, va demanar ajuda al déus per poder obtenir un hereu. El déu solar Xamaix li va enviar una àliga i amb la seva ajuda va intentar arribar al cel per obtenir una planta anomenada "de la fertilitat". Va pujar a les espatlles de l'au, però potser cansat, va caure a terra i va morir, segons una versió, encara que aquest desenllaç no queda clar. El final de la història en la seva versió més antiga s'ha perdut, però altres versions posteriors donen desenllaços diferents.
Una altra versió explicava que Etana realment no va morir, i va seguir governant sense tenir hereus. Altres versions diuen que el va succeir el seu fill Balih, i que el viatge al cel va tenir èxit. Una variant de la tràgica història explica que demanava cada dia al déu Xamaix que l'ajudés a tenir un fill, i el déu el va enviar a un lloc on hi havia una àguila i una serp que vivien al mateix arbre i disputaven pel menjar. L'àliga es menjava els fills de la serp, i els déus l'havien castigada ficant-la dins d'un pou d'on la serp no la deixava sortir. Etana va alliberar l'àliga que estava ferida, la va curar i alimentar, i l'au agraïda, el va pujar cap al cel. Allà Etana va ser portat davant del tron d'An i d'Ixtar on va suplicar a la deessa que li donés un fill, ja que la seva reina era estèril. La deessa li va donar la "planta de la fertilitat" que havia de menjar junt amb la seva dona, i així van tenir el fill esperat.